# 奈鲁姆
奈鲁姆（丹麥語：Nærum）位于丹麦首都哥本哈根北郊魯澤斯代市鎮的一个小镇。1848年丹麦著名的景观设计师卡尔·特奥多尔·索伦森在该地规划设计了一组椭圆形的家庭花园，40个大小一致的椭圆形绿篱围合的花园，布置在地形起伏长满草的坡地上，是索伦森的代表作之一，也是第二次世界大战结束后丹麦园林艺术的里程碑。 